# Муньос, Росабетти
Росабетти Муньос (исп. Rosabetty Muñoz Serón, 9 сентября 1960, Анкуд) — чилийская поэтесса, педагог.

## Биография
Родилась на острове Чилоэ. Закончила частный Южный университет Чили в г. Вальдивия. Дебютировала книгой стихов ещё в студенческие годы. Преподает испанский язык и литературу в alma mater.
Муж — директор лицея в Кемчи, у пары трое детей (дочь и два сына).

## Творчество
Нередко использует лексику индейских языков (мапуче и других), распространённых в южном Чили. Синтезирует католицизм с элементами местных народных верований.

## Книги
- Песня одной овцы из стада/ Canto de una oveja del rebaño, El Kultrún, Valdivia, 1981 (Первая премия на университетском поэтическом конкурсе; 2-е изд.: Ariel, Santiago, 1994)
- En lugar de morir, editorial Cambio, 1987
- Сыновья/ Hijos, El Kultrún, Valdivia, 1991
- Baile de señoritas, El Kultrún, Valdivia, 1994
- La santa, historia de una su elevación, LOM, Santiago, 1998
- Sombras en El Rosselot, LOM, Santiago, 2002
- Ratada, LOM, Santiago, 2005
- En nombre de ninguna, El Kultrún, Valdivia, 2008
- Костная пыль/ Polvo de huesos, antología elaborada por Kurt Folch; Ediciones Tácitas, Santiago, 2012

## Признание
Лауреат многочисленных премий, включая премию Пабло Неруды (2000), премию Национального книжного совета (2002), крупнейшую национальную премию по культуре Альтасор в номинации Поэзия (2013).